# Perales del Puerto
Perales del Puerto est une commune de la province de Cáceres dans la communauté autonome d'Estrémadure en Espagne.